# 坦赭县
坦赭县，或意译为红土县，是越南巴地头顿省历史上的一个旧县。面积189.74平方千米，2024年总人口86063人。

## 名称释义
坦赭（Đất Đỏ）的意思是红色的土地，在《南圻六省地舆志》中记作“赤土”。

## 地理
坦赭县东接川木县，西接隆田县和巴地市，北接周德县，南临南海。

## 历史
2003年12月9日，隆坦县分设为隆田县和坦赭县，坦赭县下辖福隆寿社、福盛社、隆新社、廊曳社、禄安社、福会社、隆美社、福海社8社。
2006年12月11日，福盛社1社和福隆寿社部分区域合并为坦赭市镇，福海社改制为福海市镇。
2024年10月24日，越南国会常务委员会通过决议，自2025年1月1日起，隆田县和坦赭县合并为隆坦县。

## 行政区划
坦赭县下辖2市镇6社，县莅坦赭市镇。
- 坦赭市镇（Thị trấn Đất Đỏ）
- 福海市镇（Thị trấn Phước Hải）
- 廊曳社（Xã Láng Dài）
- 禄安社（Xã Lộc An）
- 隆美社（Xã Long Mỹ）
- 隆新社（Xã Long Tân）
- 福会社（Xã Phước Hội）
- 福隆寿社（Xã Phước Long Thọ）